# Det Europæiske Center for Mindretalsspørgsmål
Det Europæiske Center for Mindretalsspørgsmål (ECMI, på engelsk: European Centre for Minority Issues) i Flensborg udfører praksisorienteret forskning, stiller oplysninger og dokumentation til rådighed og fungerer som rådgiver i europæiske mindretalsspørgsmål.
ECMI samarbejder med forskellige regeringer og internationale organisationer, såvel som med NGO-grupper i Europa. Centret støtter også andres akademiske forskning, medierne og den almene offentlighed ved at stille oplysninger informationer og analyser til rådighed. Det er en af centrets kerneaktiviteter at foretage tidlige observationer og undersøgelser af potentielle konflikter i alle Europas regioner – såvel i øst som i vest, da det er centrets mål er at bidrage til løsningen af etniske spændinger.

## Arbejdsområder
Centrets arbejdsområder er principielt koncentreret om tre hovedområder. Det beskæftiger sig med evalueringen og videreudviklingen af universelle, regionale, bilaterale og nationale standarder, der kan medvirke til at oprette demokratiske regeringsformer på grundlag af etnisk mangefoldighed og menenskerettigheder. I denne sammenhæng interesserer ECMI sig særlig for konvergensen af standarderne i EU-landene og i ansøger-staterne. Et andet hovedområde er implementeringen af disse standarder og en undersøgelse af effektiviteten af implementeringsmekanismerne.
ECMI rådgiver også regeringer og mindretalsgrupper og udarbejder sammen med dem forslag til mindretalsordninger.
Det tredje hovedområde er konstruktiv konfliktløsning. ECMI udvider for tiden sine muligheder for at støtte internationale fredsbestræbelser og fredsbevarende foranstaltninger, idet centret i stigende grad beskæftiger sig med etniske konflikter i hele Europa. ECMI har kontakter til forskellige regioner i Europa, hvor der hersker spændinger, og søger at få de lokale ledere til at gå i dialog med hinanden, enten i regionen selv eller på et neutralt sted. I den forbindelse har centret, der ligger i Flensborg i hjertet af grænseregionen, fordel af den forbilledlige udvikling af mindretalsspørgsmålet i det dansk-tyske grænseområde.
ECMI blev oprettet i 1996 af regeringerne i Danmark, Tyskland og Slesvig-Holsten. Det er en neutral og tværvidenskabelig institution, hvor der arbejder et lille, men højt kvalificeret hold af videnskabelige eksperter. Derudover tager det imod gæsteforskere og deltager selv i et ekspertnetværk. Centret har nære kontakter til andre institutioner med tilsvarende aktiviteter og udvikler fælles projekter med dem. Centrets drift finansieres af de tre regeringer, men derudover søger centret supplerende projektmidler for at kunne finansiere sine stærkt voksende arbejdsområder.
ECMI har en bestyrelse på ni medlemmer: tre fra Danmark, tre fra Tyskland og henholdsvis en fra OSCE, fra Europarådet og fra EU. Arbejdssproget i ECMI er engelsk.
ECMI har til huse i Kompagniporten i Flensborgs gamle by, og her holder man også møder og konferencer. 